# Marieby distrikt
Marieby distrikt är ett distrikt i Östersunds kommun och Jämtlands län. Distriktet ligger omkring Marieby i mellersta Jämtland. 

## Tidigare administrativ tillhörighet
Distriktet inrättades 2016 och utgörs av Marieby socken i Östersunds kommun.
Området motsvarar den omfattning Marieby församling hade 1999/2000.

## Tätorter och småorter
I Marieby distrikt finns en tätort och en småort.

### Tätorter
- Marieby (del av)

### Småorter
- Bye (västra delen)